# Dolhar
Dolhar je redkejši  priimek v Sloveniji, ki ga je po podatkih Statističnega urada Republike Slovenije na dan 1. januarja 2010 uporabljalo 69 oseb in je med vsemi priimki po pogostosti uporabe uvrščen na 5.928. mesto.

## Znani nosilci priimka
- Aljoša Dolhar, vodja tekmovanj v smučarskih skokih v Planici
- Alojz (Lojze) Dolhar (1902—1969), zdravnik,  planinec in publicist v Kanalski dolini
- Branko Dolhar (*1949), smučarski skakalec
- Erik Dolhar (*1970), novinar, publicist v zamejstvu
- Miran Dolhar, zdravnik in narodni delavec v Trstu
- Poljanka Dolhar (*1978), novinarka, publicistka, kulturna delavka v Trstu
- Rafko Dolhar (*1933), zdravnik, planinec, pisatelj in publicist